# Эра (телеканал, Украина)
«Эра» — бывший украинский общенациональный телеканал.
14 апреля 2017 года телеканал прекратил кабельное вещание на частотах «UA: Перший». 1 августа 2017 года ТРК «Эра» прекратила распространение спутникового сигнала на аналоговых передатчиках.

## История
С 1 января 1999 по ноябрь 2001 год телекомпания по заказу Первого национального канала производила для канала различные телепередачи, такие как «Доброго ранку, Україно!». С 24 декабря 2001 года эфир канала выходил на частоте телеканала UA: Первый с 6:00 до 9:00 и с 23:00 до 1:18 ежедневно. Во время футбольных матчей, Олимпийских игр, вечерних шоу на Первом эфир Эры начинался после 23:00.
14 апреля 2017 года телеканал прекратил кабельное вещание и 1 августа 2017 года — аналоговое и спутниковое. Причиной закрытия являлись долги перед концерном РРТ.
До 10 июля 2020 году телекомпания занималась производством утренней программы «Доброго ранку, країно» для телеканала UA: Перший, однако из-за истечения срока договора, (последние 2 недели журналисты Еры очень давили на UA: Перший для продления договора. Однако попытки были безуспешны) в результате чего 10 июля 2020 вышла последняя в эфире программа «Доброго ранку, країно». 15 июля 2020 в результате истечения договора, вместо «Доброго ранку, країно», вместо неё начала выходить «Суспільна студія» на UA: Перший.

## Логотип
За всю историю существования телеканал сменил 2 логотипа. С 1 января 1999 по 14 октября 2010 года, логотип находился в правом нижнем углу. С 15 октября 2010 по 31 июля 2017 года находился в левом верхнем углу. С 1 апреля 2012 по 31 июля 2017 года, в некоторых программах, таких как телемарафон «Песня объединяет нас», логотип перемещался в правый верхний угол.
* С 1 января 1999 по 7 марта 2001 года логотипом был белый стилизованный прямоугольник по вертикали, в котором в правом верхнем углу прямоугольника, была стилизована вписана буква «Е». Находился в правом нижнем углу.  Архивная копия от 16 июля 2017 на Wayback Machine
* С 8 марта 2001 по 31 июля 2017 года логотип состоял из тёмно-красного квадрата, в котором была написана была украинская буква «é» с ударением над буквой. Под логотипом находилась тёмно-синяя горизонтальная полоса, в которой были часы. В ночное время логотип был без часов. Находился в правом нижнем углу.  Архивная копия от 7 июня 2017 на Wayback Machine
15 октября 2010 года логотип переместился в левый верхний угол, став слегка уменьшенным (прозрачным стал только квадрат). На логотипе справа находилась синяя полоса, в которой были часы. В ночное время часов на логотипе не было.

## Программы
- «Итоги»
- «От первого лица»
- «На слуху»
- «Паспорт.ua»
- «Жизнелюб»
- «Новости»
- «Спорт»
- «Погода»
- «Мир ON-LINE»
- «Золотой Гусь»
- «Приз патруль»
- «Объедение»
- «АгроЭра»
- «Эра бизнеса»

## Ведущие
- Дмитрий Теленков
- Алёна Зинченко
- Денис Зерченко
- Ирина Литвин
- Юлия Бенкендорф
- Марина Шевлюга
- Ольга Ксёнз
- Леонид Олийнык
- Светлана Катренко
- Надежда Базив
- Валентин Михайлов

## Случаи цензуры
В декабре 2014 года журналистка телеканала «Эра» Маргарита Тарасова заявила, что уволилась из-за цензуры. Об этом она написала на своей странице в Facebook и рассказала изданию «Телекритика». По её словам, в начале ноября 2014 журналистам телеканала «Эра», владельцем которой является Андрей Деркач, пришло письмо от его доверенного лица Александра Юрчука с требованием «отбелить» в серии сюжетов принятые Верховной Радой 16 января 2014 года так называемые законы о диктатуре. Как отмечает журналистка, Андрей Деркач, как и его родственник Владимир Литвин, были среди тех, кто голосовал за указанные законы поднятием рук.
Тарасова также опубликовала на своей странице в социальной сети скриншот письма Юрчука, в котором отмечается, что в телекомпании объявляется конкурс на лучший сюжет о законах 16 января. Журналистам предлагалось разделить пакет законов, а также предварительно высылать тексты на согласование.
По словам Тарасовой, через некоторое время генеральный директор телеканала Игорь Лоташевский провел разговор с несогласными членами коллектива о том, что «они живут в иллюзиях революции и не могут адекватно оценивать действительность, а она такова, что в скором времени в стране установится настоящая диктатура и произойдет федерализация». Однако на позицию журналистов эта «лекция» не повлияла, поэтому руководство решило отказаться от такого «конкурса».
Однако, как отмечает журналистка, в первой половине декабря на телеканале «Эра» всё же стали выходить сюжеты, посвященные законам 16 января «с немного смещенными акцентами». «Теперь главный месседж сводился к тому, что законы 16 января никто не читал, а на самом деле они демократические и европейские, и сейчас они работают, но под другими названиями, а диктаторская власть просто не допускает оппозицию к принятию решений под вымышленными предлогами», — отмечает журналистка.
Журналистка работала на телеканале «Эра» больше года — с октября 2013 года по середину декабря 2014 года. По её словам, еще несколько работников телеканала «Эра» также планировали уволиться из-за такой политики канала.

## Интересные факты
- В дни, когда UA: Перший транслировал спортивные соревнования, Олимпиаду и так далее, вечерние программы ТРК «Эра» могли начинаться не в 23:00, а немного позднее (после окончания прямой трансляции). При этом от 23:00 до окончания матча программы шли под двумя логотипами: «UA: Перший» и ТРК «Эра», а рекламы транслировались с заставкой ТРК «Эра».
- В некоторые дни, в частности во время трансляций «Евровидения», ТРК «Эра» вообще не выходила в эфир вечером, причём не было даже логотипа ТРК «Эра». Этому факту есть объяснение: ЭРА не входила в ЕВС, и не имела лицензии на транслирование их контента (Евровидение)[9].[нет в источнике]
- Иногда (в частности это было 1 января 2005 года) вечерние программы ТРК «Эра» продолжались дольше, чем до 1:18. При этом после 1:18 программы ТРК «Эра» шли под двумя логотипами: «UA: Перший» и ТРК «Эра».

## Спутниковое вещание
Осенью 2012 года на спутнике Astra 4A появилась круглосуточная версия телеканала, но вскоре вещание было приостановлено. 24 июня 2015 года канал «Эра» возобновил вещание, однако спустя некоторое время трансляция вновь прекратилась. 14 апреля 2017 года телеканал прекратил вещание на спутниковой частоте канала «UA: Перший» по инициативе НОТУ, вследствие чего возникла ситуация, когда во многих регионах, где сигнал телеканалов «UA: Перший» и ТРК «Эра» брался со спутника, эфирное вещание «Эры» было прекращено. При этом, по лицензии, на аналоговых эфирных частотах «Эра» продолжала своё вещание на одной частоте вместе с каналом «UA: Перший».
15 мая 2017 года телеканал возобновил спутниковое вещание в тестовом режиме на отдельной частоте от «UA: Перший», однако телеканал вновь ушёл со спутника в связи с полным прекращением вещания.

## Награды
- 20 июня 2003 года трудовой коллектив телерадиокомпании «Эра» награждён Почётной грамотой Кабинета Министров Украины за всестороннее и объективное освещение деятельности Кабинета Министров Украины[11].

## Контакты
- Адрес: 04052, г. Киев, ул. Юрия Ильенко, 42, «ТРК „Эра“»
- Телефон: +380(44) 489-18-92